# آسنات
آسِنات (به عبری: אָסְנַת) شخصیتی در سفر پیدایش است. او یک زن نجیب‌زاده و اشرافی مصری بود که همسر یوسف و مادر فرزندانش مناسه و افرایم بود. اهمیت آسنات به تولد دو پسرش مربوط می‌شود که بعدها نیاکان دو قبیله از دوازده قبیله اسرائیل شدند.
آسنات دختر فوطی‌فارع کاهن شهر اون بود که فرعون او را به همسری یوسف درمی‌آورد. او مادر منسه و افرایم است. در ادبیات خاخامی یهود این موضوع که یوسف با یک زن کافر ازدواج کرده باشد مورد تردید واقع شده و او دختر دینه (خواهر یوسف) معرفی شده‌است که پس از تجاوز شکیم به او متولد می‌شود. پس از آن‌که فرزندان یعقوب از تولد این طفل نامشروع آگاه می‌شوند درصدد کشتن او برمی‌آیند ولی یعقوب مانع می‌شود و گردنبندی را که نام خدا بر روی آن است به گردن او می‌آویزد، به روایتی دیگر او را در زیر یک بوتهٔ خار (سِنِه در عبری به معنی بوتهٔ خار است) می‌گذارد و جبرئیل او را به قصر پوتیفار (فوطی‌فارع) برده و همسر پوتیفار او را به عنوان دختر خود بزرگ می‌کند. بر اساس روایت دیگری یعقوب او را پشت دروازه‌های مصر رها می‌کند و صدای گریهٔ او توجه پوتیفار را جلب کرده و او را همراه خود می‌برد. حکایت‌های مشابهی نیز در ادبیات سریانی و عربی در مورد آسنات نقل شده‌است.